# Rosario + Vampire
A Rosario + Vampire (ロザリオとバンパイア, Rozario to Banpaia, 'A Rózsafüzér és a Vámpír') sónen mangasorozat, amit Ikeda Akihisza rajzolt. A manga a Súkan Sónen Jump magazinban jelent meg 2004 augusztusától 2007 júniusáig. A sorozat a Jump Square magazinban folytatódott 2007 novemberében és még mindig fut. Az első sorozatból összesen 10 tankóbont adott ki a Sueisa.
A mangából készült egy anime változat is, amely 2008 januárjától ugyanazon év márciusáig ment, összesen 13 rész készült belőle, majd pedig Rosario + Vampire: Capu2 néven folytatódott az anime, új mangabéli és csak anime karaktereket belevonva a történetbe. A Capu2 szintén 13 részes volt. Az anime változat sokkal nagyobb hangsúlyt fektetett a romantikus és komikus jelenetek hangsúlyozásába, ellenben a mangával, ami sokkal komolyabb történet szálat ragadott meg.

## Történet
Aono Cukune, egy 15 éves diák számára rosszul alakul az élet. Nem veszik föl őt egy gimnáziumba sem, azonban édesapja hazahoz egy levelet, amellyel felvételt nyert a Jókai iskolába. Azonban már az odajutás sem zökkenőmentes. Egy rejtélyes buszsofőr átviszi őt egy alagúton, ami mögött már nincs térerő. Cukume egy félelmetes erdőn át verekedve magát belebotlik Akasija Mokába, a gyönyörű vámpír lányba, aki az osztálytársa lesz. Cukune kelletlenül veszi tudomásul hogy a Jókai iskolában minden egyes tanuló és tanár valójában egy démon, emberi alakban. Cukune – aki az egyetlen ember tanuló – rejtegeti valódi személyazonosságát a többiek elől, noha az emberi szagát nem tudja leplezni. Cukune az egyetlen aki képes levenni az Akasija Moka mellkasán lévő rózsafüzért, ami elzárja a lány erejét. Ha azt leveszik, Moka átalakul egy ezüsthajú vámpírnővé, és a teljes természete megváltozik. A kedves lányból egy rideg vámpír válik.
A vámpír és a normális Moka mindketten függnek Cukunétól. A vámpír ételt, míg a rendes Moka szerelmet lát a fiúban. És nem Moka az egyetlen. A történet során felbukkan több lány, aki szintén Cukunéra pályázik, mint például a succubus, Kuruno Kurumu, aki megbabonázza Cukunét hogy megalázhassa Mokát. Utána azonban - habár Kurumu és Moka megmaradnak riválisok - kibékülnek. A Cukunét körülvevő hárem harmadik tagja a gyermek boszorkány, ki egyben az iskola legjobb tanulója is, a 11 éves Szendo Jukari. Jukari eleinte Mokát szereti, azonban mikor Cukune segítségével megmenekül az őt bántalmazni akaró fiúk elől, beleszeret Cukunéba. A hárem negyedik tagja pedig a juki-onna Sirajuki Mizore. A csapat kibővül az újságíró klub perverz vezetőjével, a vérfarkas Morioka Gineiel, aki nem képes felfogni, hogy Moka miért rajong Cukunéért. Cukune velük sok kalandot, romantikus és erotikus pillanatot él át. Az alaptörténet a mangánál és az animénél ugyanaz, később nagyban eltér, mind történetben, mind rajzolásban.

## Fordítás
Ez a szócikk részben vagy egészben  a   Rosario + Vampire című angol Wikipédia-szócikk fordításán alapul.  Az eredeti cikk szerkesztőit annak laptörténete sorolja fel. Ez a jelzés csupán a megfogalmazás eredetét és a szerzői jogokat jelzi, nem szolgál a cikkben szereplő információk forrásmegjelöléseként.